# Дуб Степана Дудяка
Дуб Степана Дудяка — ботанічна пам'ятка природи місцевого значення в Україні.
Розташована на території Монастириського району Тернопільської області, поблизу села Савелівки, у кварталі 59, виділі 2.1 Криницького лісництва, в межах лісового урочища «Ковалівка».
Площа — 0,04 га, статус надано за рішенням Тернопільської обласної ради від 14 квітня 2011 року № 1149.